# Dave Barbour
Dave Barbour (28 de mayo de 1912 – 11 de diciembre de 1965) fue un músico estadounidense. Fue guitarrista de jazz, intérprete de banjo, compositor, actor, y marido de la cantante y actriz Peggy Lee durante nueve años.
Nacido en Long Island, Nueva York, Barbour se inició como músico de banjo junto a Adrian Rollini en 1933 y con Wingy Manone en 1934. A mediados de la década cambió el banjo por la guitarra, y tocó con Red Norvo entre 1935 y 1936. Trabajó mucho como músico de estudio, y tocó en conjuntos con Artie Shaw (1939), Lennie Hayton, Charlie Barnet (1945), Raymond Scott, Glenn Miller, Lou Holden, y Woody Herman (1949).
Tocó con Benny Goodman en 1942, y siendo miembro de su grupo, se enamoró con la cantante del mismo, Peggy Lee. La pareja abandonó el grupo y se casó en 1943. Poco después se trasladaron a Los Ángeles, y Johnny Mercer les dio trabajo como compositores, escribiendo numerosos éxitos de Lee, tales como "Mañana" y "It's a Good Day". 
Barbour era alcohólico y tenía problemas domésticos con Lee; esto finalmente rompió el matrimonio, y se divorciaron en 1951. 
Dave Barbour and His Orchestra hizo la versión con mayor número de ventas de la canción "Mambo Jambo."
El resto de la carrera de Barbour tuvo menos éxito que la de Lee (la cual se casaría tres veces más). Los derechos de autos por sus composiciones le sostuvieron económicamente, pues las melodías que escribió con Lee fueron populares en la década de 1950. 
Además actuó en los filmes The Secret Fury y Mr. Music, y ocasionalmente siguió tocando, incluyendo una cooperación con Benny Carter en 1962. 
Falleció en 1965 en Hollywood, California, a causa de una hemorragia digestiva.